# 奥罗维尔 (华盛顿州)
奥罗维尔（英文：Oroville），是美国华盛顿州奥卡诺根县下属的一座城市。根据 2000年美国人口普查，该市有人口1,653人。根据2010年美国人口普查，该市有人口1,686人。而2011年估计该市有1,698人。